# Naïve唱片
Naïve是一家位於法國巴黎的獨立唱片品牌，專於電子音樂、流行音樂、爵士音樂與古典音樂的製作與出版。

## 沿革
由Patrick Zelnik、Gilles Paires與Eric Tong Cuong共同創立於1997年。
2010年後，Naïve遭遇了營運困難，使其業務停擺。2016年8月，由平台「相信數位」所收購，之後重啟唱片製作工作。

## 旗下藝人
- 安妮·索菲·冯·奥特
- 麗莎·德勒沙爾
- Fazıl Say
- 尼科莱·卢甘斯基[4][5]
- Sergey Khachatryan

## 子品牌
在合夥人的挹注下，Naïve成功收購了其它的小規模品牌，包括：
- Auvidis
- Opus 111
- Ambroisie

## 外部連結
- 官方网站（法文）
- Naïve唱片的Discogs页面（英文）